# Pullman (Waszyngton)
Pullman – miasto w Stanach Zjednoczonych, w stanie Waszyngton, w hrabstwie Whitman.